# ビアンカ・バイ
ビアンカ・バイ（白歆惠、Bianca Bai、拼音: Bái Xīnhuì、バイ・シンフイ、1982年10月23日 - ）は台湾台北市出身のモデル、女優。ニックネームは「天使面孔,魔鬼身段（エンジェルフェイスとセクシーボディ）」。身長176cm、体重50kg。さそり座。
世新大学・行政経営管理論学部卒業。キャットウォーク・プロダクション所属。
父方の祖母が日本人のクォーターである。従兄弟の一人は外資系IT企業に勤務、もう一人は池袋で美容師をしており、サロンワークやテレビなどで活躍中。

## 出演作品

### ドラマ
- 2005年9月「イタズラなKiss（原題：惡作劇之吻）」（原作 : 多田かおる『イタズラなKiss』）（八大電視台）－白蕙蘭（沙穂子） 役
- 2006年12月 「ANGEL LOVERS〜天使の恋人たち〜（原題：天使情人）」（STAR） - 黎希艾 役
- 2008年3月 「ハートに命中!100%（原題：命中注定我愛你）」（台視、三立） - 石安娜/戴欣怡（アンナ） 役
- 2010年2月 「P.S.男（原題：偷心大聖PS男）」（台視、三立）  - 阿曼達（アマンダ） 役
- 2011年 「スキップ・ビート!（原題：華麗的挑戰）」（民視、八大綜合台）  - 江南琴（琴南奏江） 役
- 2011年 「勇士們」（台視、三立）  - 李敏惠 役
- 2014年 「如果我愛你」（湖南衛視）  - 珊珊 役

### 映画
- 2016年 銷售奇姬 - 陳夙芬 役
- 2016年 台北発メトロシリーズ～中正紀年堂駅～隠し味は愛 - 葉晨曦（イェ・チェンチー） 役

### 司会
- 民視テレビ「超級大精彩」（陽帆と共に）
- TVBS-Gテレビ「決戰第一名」（蔡康永と共に、放送開始日：2007年12月5日から）

### 参加番組
- 2005年5月20日 「最後的舞請興我一起」緯来テレビ・ドラマチャンネル放映発表会にて阮經天と一緒にロンドを踊った。
- 2006年12月7日 「我愛黒渋会」
- 2007年2月17日 「斉天大勝：鴻福斉天猪事大吉」
- 2007年2月18日 「全民大悶鍋」
- 2007年9月14日 「康熙來了」
- 2007年10月18日 「大小愛吃」
- 2007年12月28日 「康熙來了」
- 2008年2月29日 「国光帮帮忙」
- 2008年3月13日 「鑽石夜総会（ダイヤモンド・ナイトクラブ）」（阮經天と共に。「ハートに命中!100%」のプロモーション）
- 2008年3月21日 「命中注定我愛你（ハートに命中!100%）」公開試写会（阮經天、陳喬恩、陳楚河と共に。プロモーションとして）
- 2008年4月7日 「完全娯楽」
- 2008年7月12日 「2008台北魅力国際時尚展」
- 2008年7月14日 「我愛黒渋会」（李暁涵、洪莉雯と共に。）

### ミュージックビデオ
- 2006年：陶喆 「似曾相識」
- 2007年：李玖哲 「我會好好過」
- 2007年：黄暁明 「暗恋」
- 2009年：任賢齊 「良藥苦口」
- 2010年：郭静 「Encore LaLa」